# NGC 6189
NGC 6189 (другие обозначения — NGC 6191, IRAS16307+5944, UGC 10442, ZWG 299.3, MCG 10-23-81, ZWG 298.43, PGC 58440) — спиральная галактика с перемычкой (SBc) в созвездии Дракон.
Этот объект занесён в новый общий каталог несколько раз, с обозначениями NGC 6189, NGC 6191.
Этот объект входит в число перечисленных в оригинальной редакции «Нового общего каталога».
В галактике вспыхнула сверхновая SN 2010gl типа Ia, её пиковая видимая звездная величина составила 18,8.